# ONE SONGS
『ONE SONGS』（ワン・ソングス）は、保志総一朗のアルバム。2012年4月11日にスターチャイルドから発売された。

## 概要
保志総一朗個人名義として初のオリジナルフルアルバムである。
発売に際し、自身がアシスタントを務める『林原めぐみのHeartful Station』の期間限定コーナー「保志総一朗のアルバムまでの道」において、製作に至るまでの経緯や心境、楽曲披露が行われていた。

## 収録曲
1. ONE〜overture〜
作曲・編曲：たかはしごう
2. 冒険者のプレリュード
作詞：上松範康（Elements Garden）、作曲・編曲：菊田大介（Elements Garden）
3. 理想郷へのカデンツァ
作詞：上松範康（Elements Garden）、作曲・編曲：藤田淳平（Elements Garden）
4. いつのまにか大人になった僕ら
作詞：MEGUMI、作曲：俊龍、編曲：Sizuk
5. ヒカリ
作詞・作曲・編曲：酒井ミキオ
6. Shining Tears
作詞：近藤ナツコ、作曲・編曲：たかはしごう
7. Orchid
作詞・作曲：俊龍、編曲：Sizuk
8. 光のシルエット
作詞：国分友里恵、作曲・編曲：岩本正樹
9. Identity Crisis<progressive future mode>
作詞：松本花奈、作曲：大門一也、編曲：菊田大介
10. 残酷デ哀シイ彼女
作詞：田久保真見、作曲：俊龍、編曲：高橋菜々
11. 綺羅星
作詞：保志総一朗、作曲：俊龍、編曲：Gravity musik
12. Reason<alternative unlimiter mode>
作詞・作曲・編曲：酒井ミキオ
13. One Song
作詞：近藤ナツコ、作曲・編曲：たかはしごう